# 岐阜市立黒野小学校
岐阜市立黒野小学校（ぎふしりつ くろのしょうがっこう）は、岐阜県岐阜市古市場にある公立小学校。

## 概要
校区には岐阜大学医学部附属病院があり、小児病棟にある院内学級「むくのき学級」は黒野小学校が担当している。

## 沿革
- 1873年（明治6年）[2][1]
  - 3月 - 御望村に拡充義校が開校。
  - 6月 - 交人村に小学校義校含秀舎が開校。
  - 7月 - 含秀舎が含秀義校に改称する。
- 1874年（明治7年） - 
  - 黒野村に忘筌義校が開校する。
  - 拡充義校に含秀義校が統合される。
- 1880年（明治13年） - 拡充義校が御望学校、忘筌義校が黒野学校に、それぞれ改称する。
- 1889年（明治22年） - 西郷学校[注釈 1]校区の小野村、中村が御望学校へ委託される。
- 1890年（明治23年） - 御望学校が御望小学校、黒野学校が黒野小学校に、それぞれ改称する。
- 1897年（明治30年） - 
  - 黒野村、下鵜飼村、御望村、洞村、交人村、折立村、今川村、古市場村が合併して鵜飼村となる。
  - 御望小学校と黒野学校が合併し、鵜飼尋常高等小学校となる。
  - 西郷村大字小野、大字中の委託を解消。
- 1898年（明治31年）9月 - 鵜飼村が黒野村に改称する。同時に黒野尋常高等小学校に改称する。
- 1899年（明治32年）- 黒野尋常高等小学校の校舎が完成する。
- 1941年（昭和16年） - 黒野国民学校に改称する。
- 1947年（昭和22年） - 黒野村立黒野小学校に改称する。
- 1949年（昭和24年） - 岐阜県立北方高等学校黒野分校（1952年に岐阜県立岐阜農林高等学校黒野分校に改称）が北舎に移転する。
- 1950年（昭和25年）8月20日 - 黒野村が岐阜市に編入される。同時に岐阜市立黒野小学校に改称する。
- 1956年（昭和31年） - 岐阜農林高等学校黒野分校の校舎が黒野小学校の隣接地に完成し、移転する。
- 1974年（昭和49年） - 校舎（鉄筋コンクリート造）が完成。
- 1981年（昭和56年） - 校舎を増築する。

## 通学区域
- 今川、洞、折立、黒野、交人、古市場、御望、下鵜飼、黒野南1-4丁目、大学北1-3丁目、大学西1・2丁目、深坂1・2丁目、柳戸、御望1-6丁目、下鵜飼1・2丁目、古市場老ノ上、古市場神田、古市場高宮、古市場中原、古市場東町田[3]。

## 交通アクセス
- 岐阜バス

黒野線（JR岐阜駅バスターミナルからは御望野（C45）・本巣市役所（C47）・宝珠ハイツ（C48）・西秋沢（C46）・谷汲山（C49）行）「黒野小学校」より徒歩約3分。

## 校区内の主な施設
- 岐阜市立岐北中学校（進学先中学校）
- 岐阜大学
- 岐阜薬科大学
- 平成医療短期大学
- 岐阜大学医学部附属病院